# Hexablemma
Hexablemma is een monotypisch geslacht van spinnen uit de  familie van de Tetrablemmidae.

## Soort
- Hexablemma cataphractum Berland, 1920